# Parafia Niepokalanego Poczęcia Najświętszej Maryi Panny w Dobropolu Pyrzyckim
Parafia pw. Niepokalanego Poczęcia Najświętszej Maryi Panny w Dobropolu Pyrzyckim – parafia rzymskokatolicka, należąca do dekanatu Choszczno, archidiecezji szczecińsko-kamieńskiej, metropolii szczecińsko-kamieńskiej. W parafii posługują księża diecezjalni. Według stanu na wrzesień 2018 proboszczem parafii był ks. Krzysztof Frydrych.

## Miejsca święte

### Kościół parafialny
Kościół pw. Niepokalanego Poczęcia Najświętszej Maryi Panny w Dobropolu Pyrzyckim

### Kościoły filialne i kaplice
- Kościół pw. Ducha Świętego w Brzezinie[1]
- Kościół/kaplica pw. Jezusa Miłosiernego w Płoszkowie[1]
- Kościół pw św. Antoniego Padewskiego w Warszynie[1]